# Фермаунт (округ Хамилтон, Тенеси)
Фермаунт (енгл. Fairmount, Hamilton County) насељено је место без административног статуса у америчкој савезној држави Тенеси.

## Демографија
По попису из 2010. године број становника је 2.825.
| Група             | 2000.    | 2010.         |
| Белци             | 0 (0,0%) | 2.726 (96,5%) |
| Афроамериканци    | 0 (0,0%) | 8 (0,3%)      |
| Азијати           | 0 (0,0%) | 23 (0,8%)     |
| Хиспаноамериканци | 0 (0,0%) | 38 (1,3%)     |
| Укупно            | 0        | 2.825         |